# Замак Карлштејн
Карлштејн (чеш. Karlštejn) је готички замак који је саградио Карло IV у 14. веку. Замак је служио за чување круне, реликвија и других вредности владарске породице. Налази се на 20 km југозападно од Прага, у градићу Карлштејн и један је од најпознатијих и најпосећенијих замкова у Чешкој.

### Историја
Замак је изграђен 1348. а Карло IV је лично надгледао конструкционе радове и декорацију унутрашњости. Радови су завршени неких 20 година касније кад је ризница - Капела Светог Крста која је смештена у Великој кули - освећена 1365. За време Хуситских ратова Чешка круна је пренесена у замак где је чувана скоро два века.
Замак је имао неколико реконструкција: у касном Готичком стилу после 1480, у Ренесансном стилу у задњој четвртини 16. бека и реконструкцију у нео-Готичком стилу између 1887. и 1889. која је замку дала данашњи изглед.

### Изглед
Засебне зграде замка су постављене на различитим висинама истичући своју важност. На врху брда доминира 60m високо одвојено утврђење Велика кула изграђено на масивним зидовима у којој је смештена капела Светог Крста. Одатле се може сићи у Маријанину кулу, петоспратну Цардку палату и доћи до Изворне куле и Бургравове палате смештене на најнижем нивоу.

### Туристичке атракције
Потпуно је уникатна оригинална декорација зидним сликама која датира из 14. века, колекција од 129 слика на дрвеним плочицама из Капеле Светог Крста, највећа галерија портрета Чешких владара у земљи, изложена копија круне Св. Вацлава - крунидбене круне Чешких краљева.